# La Citerne
La Citerne är ett berg i Guadeloupe (Frankrike). Det ligger i den södra delen av Guadeloupe, 8 km nordost om huvudstaden Basse-Terre. Toppen på La Citerne är 1 120 meter över havet. La Citerne ingår i Les Mamelles.
Terrängen runt La Citerne är huvudsakligen kuperad, men norrut är den bergig.  Närmaste större samhälle är Saint-Claude, 5,1 km väster om La Citerne. Omgivningarna runt La Citerne är en mosaik av jordbruksmark och naturlig växtlighet.